# 설제
설제(薛悌, 173년 ~ ?)는 중국 후한 말 ~ 삼국 시대 위나라의 관료로 자는 효위(孝威)이며 연주 동군 사람이다.

## 생애
집안이 비천하였으나, 연주목 조조가 종사(從事)로 발탁하였다.
흥평 원년(194), 조조가 서주를 정벌 중이던 때에 장막 · 여포 등이 후방에서 반란을 일으켜 연주의 속현들이 이에 호응하였다. 설제는 정욱과 함께 조조가 돌아올 때까지 견성(鄄城) · 범(范) · 동아(東阿) 세 현을 지켜냈으며, 태산태수 응소가 군을 버리고 달아나자 스물두 살의 나이로 그 후임이 되었다.
진교는 진등의 요청으로 허(許)에 갔을 때 태산에 들러 설제와 교류하였다. 당시 진교는 공조(功曹)일 뿐이었으나, 설제는 직위를 따지지 않고 진교와 친하게 지내었다. 또 설제는 고당륭을 독우(督郵)에 임명하였는데, 독군종사(督軍從事)가 언쟁을 벌이던 중 설제의 이름을 함부로 부르자 고당륭은 칼을 쥐며 크게 화를 냈으나 설제가 이를 제지하였다. 이처럼 설제는 도량이 넓어 관리들의 모범이 되었다.
조조가 기주를 평정하였을 때, 설제는 왕국(王國)과 함께 장사(長史)에 임명되었다가 훗날 중령군(中令軍)으로 전임되었다. 이후 유수(濡須) 정벌에 종군하였고, 조조가 돌아간 후 호군(護軍)으로서 합비(合肥)에서 장료 · 악진 · 이전을 감찰하였다.
한편 조조는 한중(漢中)을 정벌할 적에 설제에게 명령서가 들어있는 상자를 맡겼었는데, 건안 20년(215), 손권이 합비를 공격하자 설제는 상자를 열어보았고, “장료 · 이전은 나아가 싸우고, 악진은 호군과 함께 지켜라”라는 명령서의 내용대로 악진과 함께 성을 지켰다.
한중 정벌 후 설제는 상서(尙書)가 된 진교의 후임으로 위군태수가 되었는데, 항상 충절을 다하여 관용을 베풀고 간단명료한 통치를 하였다.
황초 원년(220), 후한이 멸망하고 문제가 조위를 창건하였다. 이때 설제는 왕사(王思) · 극가(郤嘉) 등과 함께 관내후에 봉해졌다.
청룡 5년(237), 진교의 뒤를 이어 상서령(尙書令)이 되었다.